# Маккарті (Аляска)
Маккарті (англ. McCarthy) — переписна місцевість (CDP) в США, в окрузі Вальдес-Кордова штату Аляска. Населення — 0 осіб (2020).

## Географія
Маккарті розташоване за координатами 61°27′14″ пн. ш. 142°51′53″ зх. д. / 61.45389° пн. ш. 142.86472° зх. д. (61.453957, -142.864693).  За даними Бюро перепису населення США в 2010 році переписна місцевість мала площу 387,14 км², уся площа — суходіл.

### Клімат
Громада знаходиться у зоні, котра характеризується континентальним субарктичним кліматом. Найтепліший місяць — липень із середньою температурою 14.6 °C (58.3 °F). Найхолодніший місяць — січень, із середньою температурою -10.1 °С (13.9 °F).
| Клімат Маккарті         | Клімат Маккарті | Клімат Маккарті | Клімат Маккарті | Клімат Маккарті | Клімат Маккарті | Клімат Маккарті | Клімат Маккарті | Клімат Маккарті | Клімат Маккарті | Клімат Маккарті | Клімат Маккарті | Клімат Маккарті | Клімат Маккарті |
| Показник                | Січ.            | Лют.            | Бер.            | Квіт.           | Трав.           | Черв.           | Лип.            | Серп.           | Вер.            | Жовт.           | Лист.           | Груд.           | Рік             |
| Абсолютний максимум, °C | 5,3             | 4,1             | 7,4             | 11,7            | 17,4            | 20,3            | 21,8            | 20,3            | 15,8            | 8,6             | 5               | 2,6             | 21,8            |
| Середній максимум, °C   | −5,4            | −2,8            | 2               | 8,2             | 14,4            | 18,2            | 19,6            | 18,4            | 13,4            | 5,3             | −2              | −4,5            | 7,1             |
| Середня температура, °C | −10,1           | −7,7            | −3,1            | 3,1             | 8,7             | 12,8            | 14,6            | 13,3            | 8,7             | 0,9             | −6,4            | −9              | 2,2             |
| Середній мінімум, °C    | −14,7           | −12,6           | −8,2            | −2,1            | 2,9             | 7,3             | 9,6             | 8,3             | 3,8             | −3,4            | −10,9           | −13,5           | −2,8            |
| Абсолютний мінімум, °C  | −24,2           | −23,4           | −16,2           | −8,2            | 0,9             | 5,7             | 8,4             | 6,8             | −1,4            | −11,3           | −18,4           | −24,2           | −24,2           |
| Норма опадів, мм        | 18              | 18              | 12              | 11              | 19              | 35              | 55              | 59              | 63              | 37              | 24              | 31              | 382             |
| Днів з опадами          | 5               | 5               | 5               | 2               | 5               | 9               | 11              | 11              | 11              | 11              | 7               | 7               | 89              |
| ----------------------- | --------------- | --------------- | --------------- | --------------- | --------------- | --------------- | --------------- | --------------- | --------------- | --------------- | --------------- | --------------- | --------------- |
| Джерело: Weatherbase    |                 |                 |                 |                 |                 |                 |                 |                 |                 |                 |                 |                 |                 |

## Демографія
Згідно з переписом 2010 року, у переписній місцевості мешкало 28 осіб у 20 домогосподарствах у складі 6 родин. Густота населення становила 0 осіб/км².  Було 74 помешкання (0/км²).
Расовий склад населення:
| - 96,4 % — білих |

До двох чи більше рас належало 3,6 %. Частка іспаномовних становила 0,0 % від усіх жителів.
За віковим діапазоном населення розподілялося таким чином: 7,1 % — особи молодші 18 років, 82,2 % — особи у віці 18—64 років, 10,7 % — особи у віці 65 років та старші. Медіана віку мешканця становила 48,0 року. На 100 осіб жіночої статі у переписній місцевості припадало 250,0 чоловіків;  на 100 жінок у віці від 18 років та старших — 271,4 чоловіків також старших 18 років.
Цивільне працевлаштоване населення становило 14 осіб. Основні галузі зайнятості: будівництво — 57,1 %, сільське господарство, лісництво, риболовля — 42,9 %.